# Enrico Dandolo (doge)
 Der er flere personer med dette navn, se Enrico Dandolo.
Enrico Dandolo (født 1107, død 21. juni 1205) var den 42. doge af Republikken Venedig fra 1195 til sin død. Han huskes for sin blindhed, fromhed, lange levetid og klogskab. Han er berygtet for sin rolle i det fjerde korstog, som han i en alder af halvfems rettede mod det byzantinske rige. Han besejrede hovedstaden Konstantinopel. Han var nevø til patriarken Enrico Dandolo.
I 1192 blev Enrico Dandolo valgt til doge i Republikken Venedig og var en vigtig deltager i det fjerde korstog kort før sin død i 1205.